# Врутки
Вру́тки (словац. Vrútky, нем. Rutteck, венг. Ruttka) — город в северной Словакии, фактически часть Мартина. Население — около 7,8 тысяч человек.

## Название
Название происходит от старославянского слова «источник».

## История
Во время нападения монголо-татар здесь, в Зневской крепости, нашёл убежище король Бела IV. Благодарный король повысил статус города и подарил земли, принадлежащие ему, мещанам. В XVI веке во Врутках нашли убежище протестанты, многие жители города стали лютеранами. В XVIII веке, после контр-реформации, католики снова стали преобладать. В 1872 году через Врутки проходит кошицко-богуминская железная дорога. Постепенно Врутки становятся важным железнодорожным узлом и остаются им и сейчас. В 1949—1954 и 1971—1990 Врутки были частью Мартина.

## Население
| Год:                | 1994 | 2004    | 2014    | 2024    |
| ------------------- | ---- | ------- | ------- | ------- |
| Количество человек: | 7344 | 7275    | 7666    | 7397    |
| Разница:            |      | −0,93 % | +5,37 % | −3,50 % |

## Достопримечательности
- Приходской костёл